# Rafael Gómez-Chaparro Aguado
Rafael Gómez-Chaparro Aguado (Córdoba, 1923-Madrid, 2017) fue un juez español que ejerció como magistrado del Tribunal de Orden Público (TOP), órgano judicial del régimen franquista encargado de procesar a opositores políticos. 
Durante la Transición española, pasó a la Audiencia Nacional, donde actuó como juez instructor del sumario 13/1977, por el que se investigó la matanza de Atocha. Su labor en dicho proceso fue objeto de críticas debido a la falta de rigor atribuida a la investigación y a su decisión de excarcelar temporalmente a uno de los ultraderechistas implicados en la matanza, quien terminó fugándose.
Fue uno de los acusados en la querella argentina contra los crímenes del franquismo por su papel como juez en actuaciones represivas y violaciones de derechos humanos bajo la dictadura. En 2013, se emitieron órdenes de arresto internacional contra él, basadas en más de 5.000 testimonios.
Jorge M. Reverte lo calificó como "el magistrado que más daño ha hecho al Estado de Derecho en el comienzo de la Transición y quien más ha favorecido a los terroristas de la extrema derecha".

## Carrera judicial
Gómez-Chaparro inició su carrera judicial durante el franquismo. Fue magistrado en Huelva, donde coincidió con Francisco Fernández Ordóñez, quien desempeñaba funciones como fiscal en dicha jurisdicción y que posteriormente ocupó el cargo de ministro de Hacienda y Justicia con Adolfo Suárez y de Exteriores con Felipe González.
Catalogado por Alfredo Grimaldos como "franquista ultramontano", desde 1972 desempeñó distintos cargos en el Tribunal de Orden Público (TOP). A principios de 1977 pasó a la Audiencia Nacional, en la que, como titular del Juzgado Central de Instrucción número 1, estuvo al frente de causas relacionadas con terrorismo vinculado a la extrema derecha. 
En vida de Franco, citó a declarar a destacadas figuras políticas del sector aperturista, partidarios de reformas moderadas, como Landelino Lavilla, Marcelino Oreja y José Luis Álvarez, miembros del denominado grupo Tácito.
En octubre de 1975, procesó al director del diario Ya, Alejandro Fernández Pombo, por la publicación del artículo titulado Los Sucesores. El contenido del artículo fue considerado por el juez Gómez-Chaparro como contrario a las Leyes Fundamentales del franquismo. Fernández Pombo fue puesto en libertad provisional tras abonar una fianza de 30.000 pesetas, con la obligación de presentarse periódicamente ante el tribunal.
Tras la muerte de Franco, en marzo de 1976, ordenó el secuestro de la novela Sobresalto español, del escritor Jesús Torbado, que trataba sobre los últimos días del dictador, y lo procesó por un supuesto delito contra las Leyes Fundamentales del franquismo. En el auto de procesamiento, Gómez-Chaparro acusaba al escritor de expresar "conceptos injuriosos" hacia la actuación política y la memoria de Franco. La obra fue posteriormente reeditada en 1986 bajo el título El fin de los días.
Fue el instructor de la causa de los sucesos de Montejurra, un ataque terrorista perpetrado en mayo de 1976 por paramilitares ultraderechistas que causó dos muertos y varios heridos entre los carlistas antifranquistas. Gómez-Chaparro dejó salir en libertad bajo fianza a dos de los acusados, José Luis Marín García-Verde y José Arturo Márquez de Prado, este último mano derecha de Sixto Enrique de Borbón-Parma. Las apelaciones de la acusación contra esta sorpresiva medida fueron rechazadas por el juez Gómez-Chaparro, alegando que se trataba de dos individuos "excelentes" de gran "honorabilidad y bondad personales", a pesar de haber sido acusados de la muerte de dos civiles. Cerró el caso el 4 de enero de 1977 con el procesamiento de tres personas, aunque la causa quedó prácticamente archivada y los responsables nunca fueron sometidos a un juicio contundente.
En 1978 también se encargó de dar carpetazo a la investigación sobre el asesinato del estudiante Arturo Ruiz a manos de pistoleros ultraderechistas en enero de 1977, al pasar el expediente de la Audiencia Provincial de Madrid a su jurisdicción. En dicho expediente figuraba Jose Ignacio Fernandez Guaza, vinculado a los Guerrilleros de Cristo Rey, como presunto autor material de los hechos, el cual se acabó fugando de España.
En enero 1979 puso en libertad a todos los imputados por el asalto fascista a la Facultad de Derecho de la Universidad Complutense de Madrid. El asalto se preparó en la sede de Fuerza Joven, rama juvenil del partido ultraderechista Fuerza Nueva. Estuvo protagonizado por un grupo de enmascarados que, armados con bates, porras y pistolas, irrumpió violentamente en el vestíbulo de la facultad, lanzando botes de humo y causando destrozos. El ataque dejó un saldo de siete estudiantes con heridas leves y dos personas heridas de bala, entre ellas un bedel con una grave lesión en la arteria femoral.
La trayectoria del juez Gómez-Chaparro ha sido contemplada por la historiadora Sophie Baby como un caso prototípico de la connivencia ideológica entre importantes estamentos del aparato del Estado -la judicatura- y la extrema derecha, siendo dicha connivencia un factor decisivo en la impunidad de la que han gozado el franquismo y la violencia ultraderechista tras la Transición.

## La matanza de Atocha
El 24 de enero de 1977, un comando ultraderechista irrumpió en un despacho de abogados laboralistas en la calle de Atocha, 55, de Madrid, asesinando a cinco abogados y dejando a otros cuatro gravemente heridos. Todas las víctimas estaban vinculadas al Partido Comunista de España y a Comisiones Obreras. Gómez-Chaparro, que apenas veinte días antes había pasado del TOP a la la recién nacida Audiencia Nacional, fue designado juez instructor del sumario 13/1977, incoado para la investigación de los hechos.
Durante la instrucción, Gómez-Chaparro despertó serias dudas acerca de su imparcialidad. Así, por ejemplo, cuando acudió a prestar declaración el conocido ultraderechista Juan García Carrés, dirigente del  Sindicato Vertical, los abogados presentes, entre ellos Jaime Sartorius, pudieron escuchar claramente las carcajadas del juez y del testigo que se oían desde el despacho del primero. Una vez terminada la declaración, el juez Gómez-Chaparro se levantó, tomó del brazo al testigo y, charlando animadamente con él, lo acompañó hasta la sala de espera, donde aguardaba para testificar el dirigente falangista Raimundo Fernández-Cuesta.
Pero su actuación más controvertida fue la concesión de un permiso penitenciario a Fernando Lerdo de Tejada, uno de los autores materiales de la matanza, quien se encontraba en prisión preventiva a la espera de juicio. El magistrado justificó la medida argumentando que el ultraderechista tenía derecho a disfrutar de la Semana Santa, por lo que le autorizó a salir unos días de la cárcel. Lerdo de Tejada aprovechó el permiso para huir de España y eludir la acción de la justicia. 
Tras la fuga de Lerdo de Tejada, el director del centro penitenciario de Ciudad Real, Pedro García Martín, notificó de inmediato el hecho a distintas autoridades y al propio juez Gómez-Chaparro. Aunque dicha notificación se produjo el 17 de abril de 1979, la orden de busca y captura no fue emitida hasta el 20 de abril. Este retraso demoró su difusión por parte de la oficina de prensa del Ministerio del Interior hasta el 24 de abril, lo que facilitó la huida del reo fuera de España, primero hacia Francia y, posteriormente, a Suramerica.
La decisión judicial de Gómez-Chaparro generó una gran controversia tanto en la opinión pública como en el ámbito judicial. Varios juristas señalaron que la actuación del juez Gómez-Chaparro como instructor del sumario 13/1977 constituyó una negligencia grave, ya que puso obstáculos a la investigación, dilató innecesariamente el proceso y facilitó indirectamente la evasión de uno de los asesinos.
A raíz de la fuga del ultraderechista Lerdo de Tejada, el juez Gómez-Chaparro fue separado del caso. La decisión fue adoptada por el Presidente de la Sala de la Audiencia Nacional, a solicitud de los abogados de las defensas particulares y tras consultar con el presidente del Tribunal Supremo. El caso pasó a ser instruido por Alfonso Barcala Trillo, titular del Juzgado Central de Instrucción número 3 de la Audiencia Nacional.
Juan José del Águila, abogado laboralista, magistrado y autor de El Tribunal de Orden Público (TOP). La represión de la libertad, manifestó acerca del juez Gómez-Chaparro: "Más que colaborar con la instrucción, ponía obstáculos, y entonces los abogados que ya habían denunciado se plantaron, hicieron un escrito durísimo a la Audiencia Nacional y al Tribunal Supremo y consiguieron que este juez fuera sustituido por otro magistrado, que acabó el sumario en varios meses."

## Carrera posterior
Gómez-Chaparro se mantuvo como juez-magistrado de la Audiencia Nacional hasta el 5 de mayo de 1979, cuando fue apartado del sumario 13/1977 por su dudoso proceder y trasladado al juzgado número 17 de lo Civil de Madrid.
En 1984 fue sometido a un antejuicio ante la Sala Segunda del Tribunal Supremo por presuntos delitos de prevaricación y falsificación de documentos, derivados de una controvertida sentencia en un juicio ejecutivo promovido por Diosdado Cruz García —tomador de una letra de cambio por un millón de pesetas contra las empresas Gerazar y Serúar—, en la que el juez desestimó la demanda al considerarlo un "tercero cambiario interpuesto", dictó una resolución sin fecha de notificación que impedía su recurso e incluyó una firma de procurador que no se correspondía con el titular.
Fue socio fundador del despacho Gómez‑Chaparro & Asociados Abogados, un bufete con sede en Madrid establecido en 1995. En la actualidad, es dirigido por su hijo, Fernando Gómez‑Chaparro Díaz.

## Procesamiento por crímenes del franquismo
En 2010, Gómez-Chaparro fue uno de los acusados en la querella argentina contra los crímenes del franquismo, un proceso judicial que investiga los delitos de lesa humanidad cometidos por la dictadura franquista. 
Gómez-Chaparro fue acusado de haber participado activamente, como juez del Tribunal de Orden Público, en actuaciones represivas y violaciones sistemáticas de derechos humanos. En concreto, se le acusó de haber presidido "juicios farsa", en los que ignoró denuncias de torturas y malos tratos por parte de la policía franquista, y de ordenar el encarcelamiento de quienes presentaban dichas denuncias. 
En 2013, se emitieron órdenes de arresto internacional contra él, basadas en más de 5.000 testimonios que respaldaban la acusación.

## Fallecimiento
Gómez-Chaparro falleció en Madrid el 26 de agosto de 2017, a los 94 años de edad. Su funeral tuvo lugar en la parroquia de Santa María Magdalena de Húmera, en Pozuelo de Alarcón (Madrid), y sus cenizas fueron trasladadas al Cementerio de Nuestra Señora de la Salud de Córdoba.